# Fischer Reinach
Fischer Reinach AG (respektive FIR Group AG) ist ein Schweizer Unternehmen der Metallverarbeitung. Der Hauptsitz befindet sich in Reinach (Aargau) und ist einer der wichtigsten Arbeitgeber der Region. Die Unternehmensgruppe (FIR Group AG/FIR Holding AG) umfasst heute die Fischer Reinach AG sowie die Fischer Rista AG und beschäftigt über 350 Mitarbeitende (2023). 
Das 1842 gegründete Unternehmen ist im Privatbesitz der Familie Fischer und gehört zu den ältesten ununterbrochenen inhabergeführten Unternehmen und wurde beim 175. Jubiläum unter anderem auch durch Johann Schneider-Ammann geehrt. Fischer Reinach ist breit diversifiziert und beliefert sowohl national wie international die Bauzulieferindustrie mit Beschlägen, die Elektro- und Automotive-Branche mit Bauteilen sowie das Bauhaupt- und Baunebengewerbe mit Stahl- und Armierungsprodukten.

## Geschichte

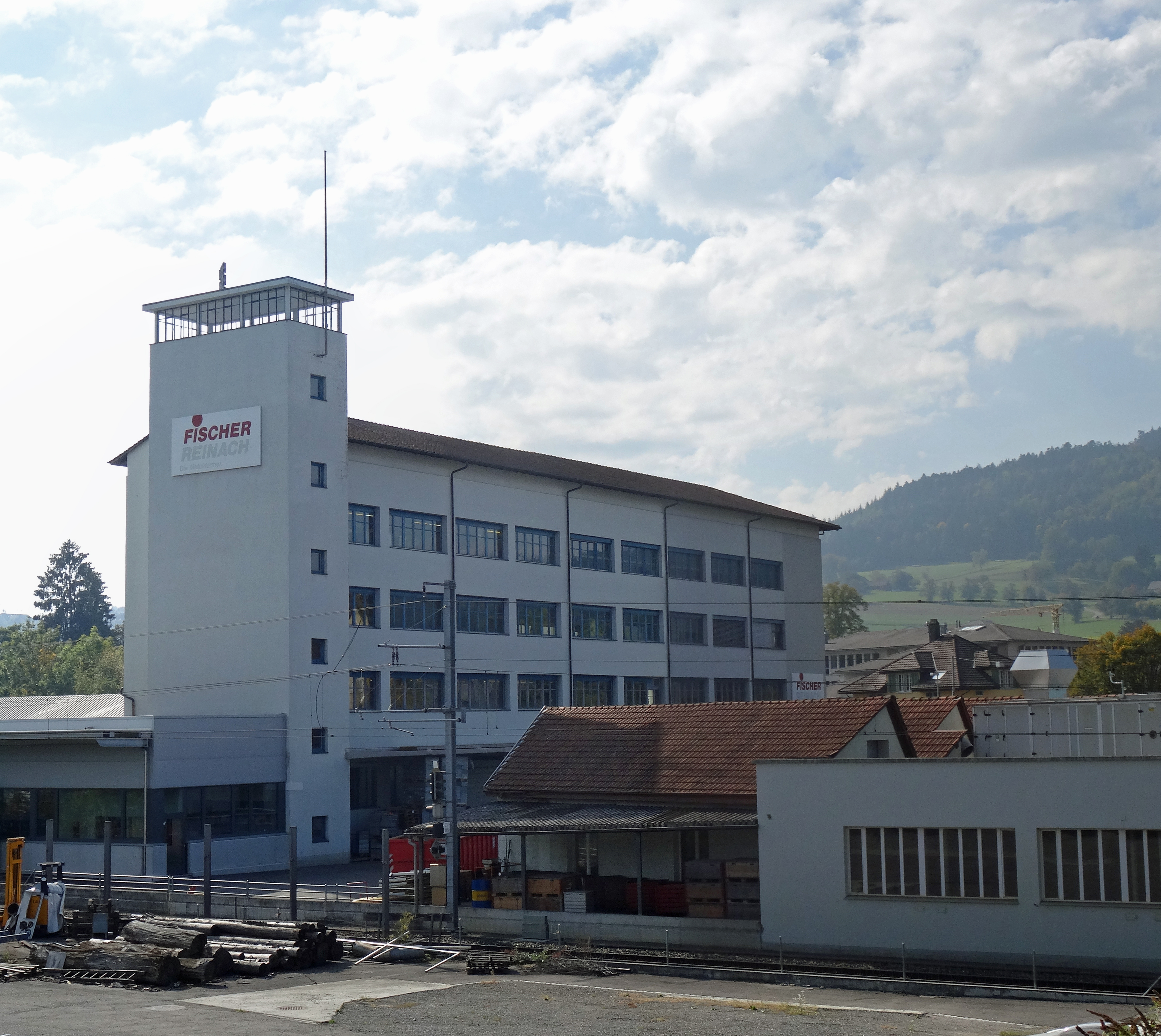
Fischer Reinach

Das Unternehmen wurde 1842 durch Johannes Wirz in der Form einer Haftenfabrik gegründet. Durch die Einführung der mechanischen Produktion zerstörte er damals ein ganzes Kleinstgewerbe. Wirz war einer der Pioniere dieser Industrie. Er produzierte vorwiegend Haarnadeln, Umhanghaken, Sicherheitsnadeln und weitere Produkte aus Draht. Als Wirz 1889 starb, übernahm sein Sohn Emil Wirz sowie Enkel Carl Fischer das Unternehmen (welches jetzt als Wirz & Fischer als Kollektivgesellschaft firmierte). 
1899 nach dem Tod des kinderlosen Emil Wirz gelangt das Unternehmen vollständig in den Besitz der Familie Fischer. Seit 1918 firmiert das Unternehmen als Fischer & Co., Drahtwerke. Durch die wachsende Konkurrenz stand das Unternehmen kurz vor der Umbenennung in einer finanziellen Krise und entkam dem Konkurs nur knapp durch die finanzielle Hilfe durch Bertrand Vogt, ein Bruder von Carl Fischers Ehefrau, welcher Fr. 200'000 als Notkredit in die Firma einschoss. Eine Drahtzieherei wird angegliedert. 1927 stirbt Carl Fischer und das Unternehmen wird von Karl und Willy Fischer übernommen. Seit 1972 ist die Firma Fischer als Drahtwerke Fischer AG eine Aktiengesellschaft. 1979 kommt das Tochterunternehmen Ferronorm in Zusammenarbeit mit Moos Stahl in Luzern zustande. Es folgen Innovationen und Gründungen von weiteren Tochterunternehmen im In- und Ausland. 2017 feiert das Unternehmen den 175. Geburtstag und gehört damit zu den ältesten Familienunternehmen der Schweiz.